# 欲蝇虎
欲蝇虎（学名：Plexippus optabilis）为跳蛛科蝇虎属的动物。在中国大陆，分布于四川等地。该物种的模式产地在四川。